# Hồ Đắc Minh Nguyệt
Hồ Đắc Minh Nguyệt là một nhà ngoại giao người Việt Nam, bà có thời gian công tác tại Đại sứ quán Việt Nam tại các nước Đông Âu như Ukraina, Slovakia, ...

## Tiểu sử
Hồ Đắc Minh Nguyệt quê ở Thừa Thiên Huế, sinh ngày 26 tháng 6 năm 1958 tại Nghệ An. Cha mẹ của bà định cư tại Đà Nẵng từ năm 1977, sau khi học xong Đại học bà sống và làm việc tại Hà Nội.

## Hoạt động ngoại giao
Năm 1976-1980, bà theo học tại Đại học Sư phạm Lipetsk, chuyên ngành ngôn ngữ và văn học Nga. Thông tạo tiếng Nga và tiếng Anh.
Sau 1 năm thực tập tại Đại sứ quán Việt Nam tại Liên Xô 1981, bà làm việc tại Vụ Liên Xô của Bộ Ngoại giao Việt Nam. Từ năm 1984 đến năm 1988, bà được cử đi công tác tại Đại sứ quán Việt Nam tại Liên Xô, sau đó trở về tiếp tục công tác tại Vụ Liên Xô, Bộ Ngoại giao.
Năm 1992, bà được cử làm Bí thư Thứ Ba, Đại sứ quán Việt Nam tại Liên bang Nga.
Năm 2000, bà trở về Việt Nam công tác tại Vụ châu Âu 1 (nay là Vụ châu Âu) thuộc Bộ Ngoại giao với chức vụ là Phó Vụ trưởng. Năm 2002, làm Tham tán tại Đại sứ quán Việt Nam tại Liên bang Nga.
Năm 2006 bà về nước  làm Phó Tổng Vụ trưởng Vụ Châu Âu, bà tháp từng tùng tổng thống Nga Vladimir Putin tại hội nghị Apec tại Hà Nội tháng 11 năm 2006. Năm 2009 bà lên chức Vụ trưởng Bộ Ngoại giao.
Ngày 25 tháng 11 năm 2009 theo Nghị định của Chủ tịch nước Nguyễn Minh Triết, bà được bổ nhiệm làm Đại sứ đặc mệnh toàn quyền nước Cộng hòa xã hội chủ nghĩa Việt Nam tại Kyiv và Cộng hòa Moldova, thay ông Nguyễn Văn Thành.
Vào ngày 26 tháng 5 năm 2010 , bà đã trình giấy chứng nhận của mình cho Tổng thống Ukraina Viktor Yanukovych.
Bà kết thúc nhiệm kỳ vào năm năm 2013 và được kế nhiệm bởi ông Nguyễn Minh Trí.
Từ tháng 9 năm 2014 bà là Đại sứ đặc mệnh toàn quyền Việt Nam tại Slovakia và từng tháp tùng Thủ tướng Slovakia Robert Fico thăm Đà Nẵng vào tháng 7-2016. Ngày 14 tháng 10 năm 2017 bà kết thúc nhiệm kỳ và về nước. Từ ngày 6 đến ngày 11 tháng 11, bà là sĩ quan liên lạc số 1 tháp tùng Tổng thống Nga Vladimir Putin trong Tuần lễ Cấp cao APEC 2017 diễn ra tại Đà Nẵng.

## Khen thưởng
Ngày 13 tháng 12 năm 2017, thay mặt Lãnh đạo Bộ Văn hoá, Thể thao và Du lịch, Thứ trưởng Lê Khánh Hải đã trao Kỷ niệm chương vì sự nghiệp Văn hoá, Thể thao và Du lịch cho bà Hồ Đắc Minh Nguyệt, Đại sứ Việt Nam tại Cộng hoà Slovakia nhiệm kỳ 2014-2017.